# フィリップ・フリュティエ
フィリップ・フリュティエ（Philip Fruytiers 、1610年1月10日 - 1666年6月19日）は、フランドルの画家、版画家である。画家としては肖像画、集団肖像画を描いた・

## 略歴
フリュティエの生涯については殆ど知られていないが、アントウェルペンで生まれた。1627年にアントウェルペンのイエズス会の学校で学んだ。どのように絵を学んだかは知られていないが、1631年にアントウェルペンの聖ルカ組合に装飾写本の装飾絵師、画家、版画家として登録された記録があり 、特に水彩によるミニアチュールや、油彩による肖像画や集団肖像画を得意とした。イエズス会が創設した信徒の親睦団体「Sodaliteit van de Bejaerde Jongmans」 の熱心な参加者であり、1652年にはアントウェルペンの教会のためにフランシスコ会の聖人の肖像画3点を描いた。
版画家や版画の下絵師としても活躍し、当時の有力者の肖像版画を制作し、当時の有力な版画家のための下絵も描いた。
弟子には Ambrosius Gastや Gualterus Gysaerts、Franciscus Fruytiers、Adrian Cockx、 Wauter Gyssels、 Gregoris de Vosらがいる。

## 作品

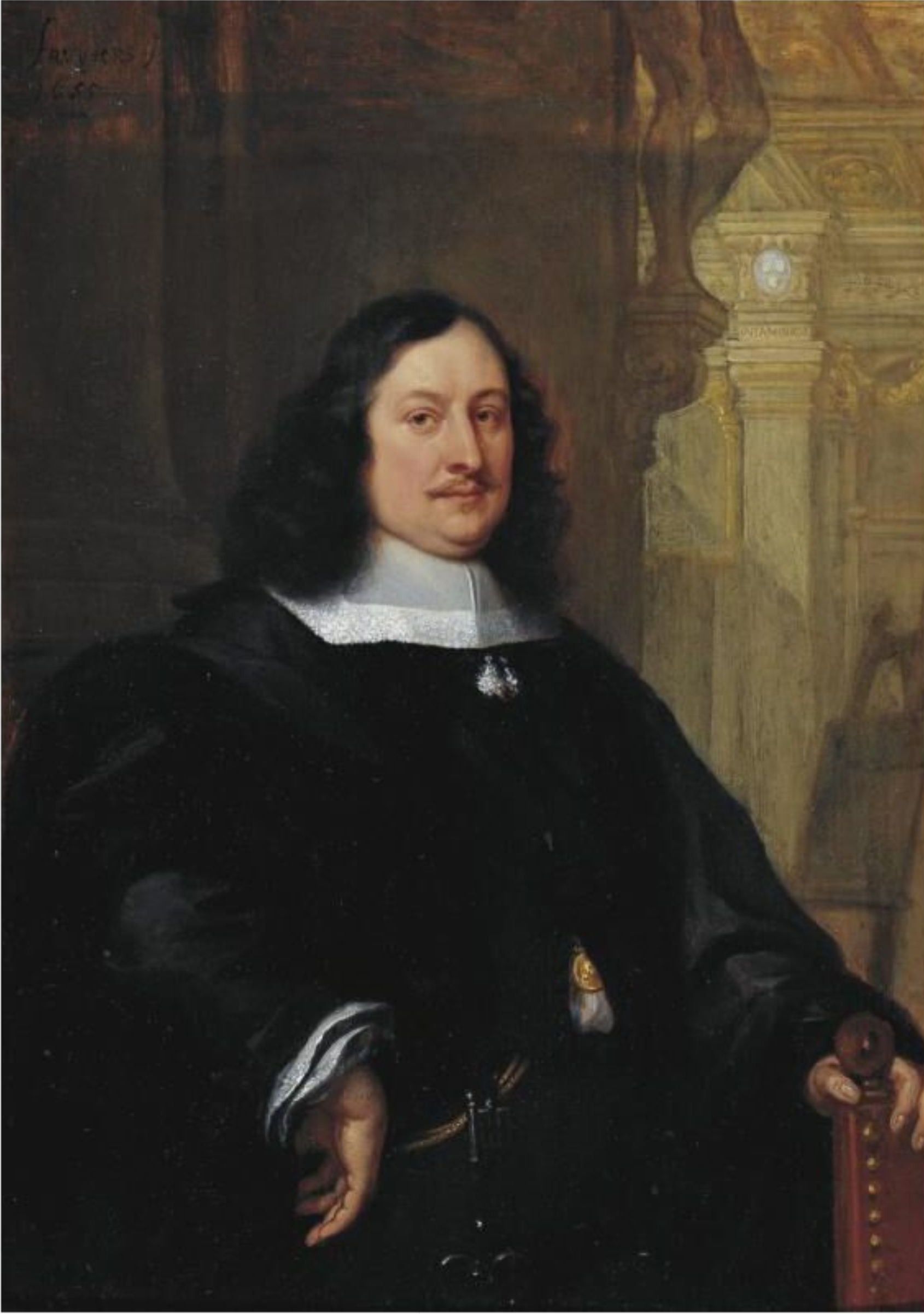
ダフィット・テニールス(画家)の肖像画　(1655)
施しをする女性の聖人
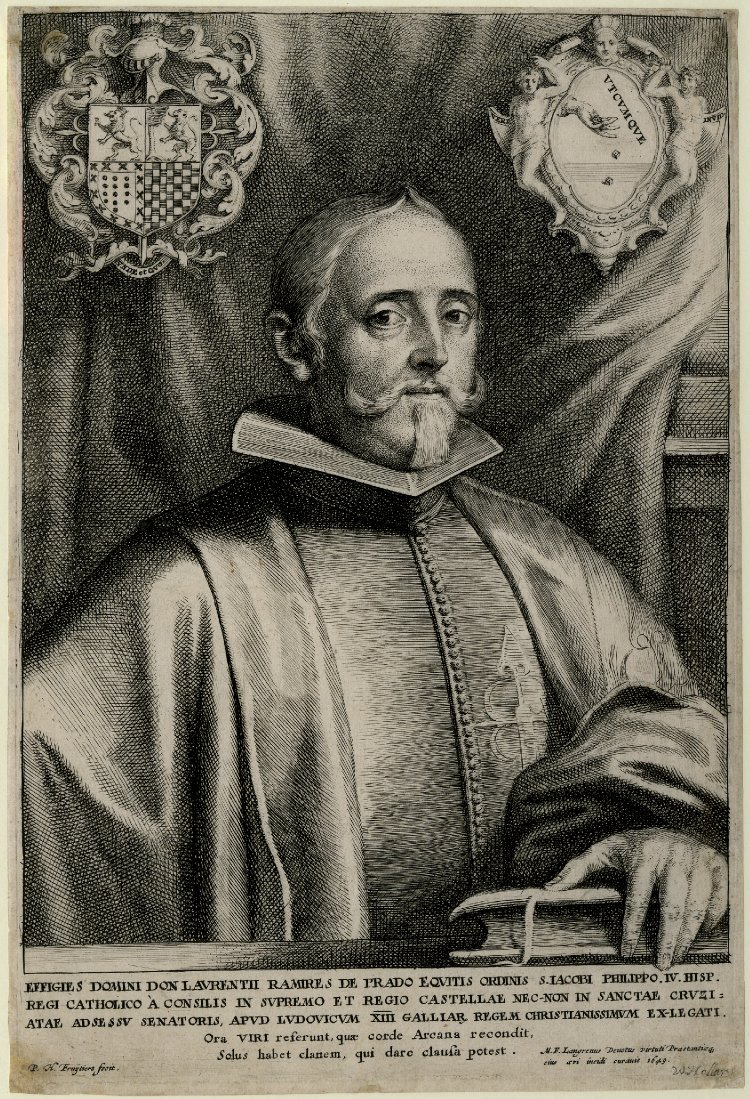
肖像版画、Lorenzo Ramírez de Prado (著作家)
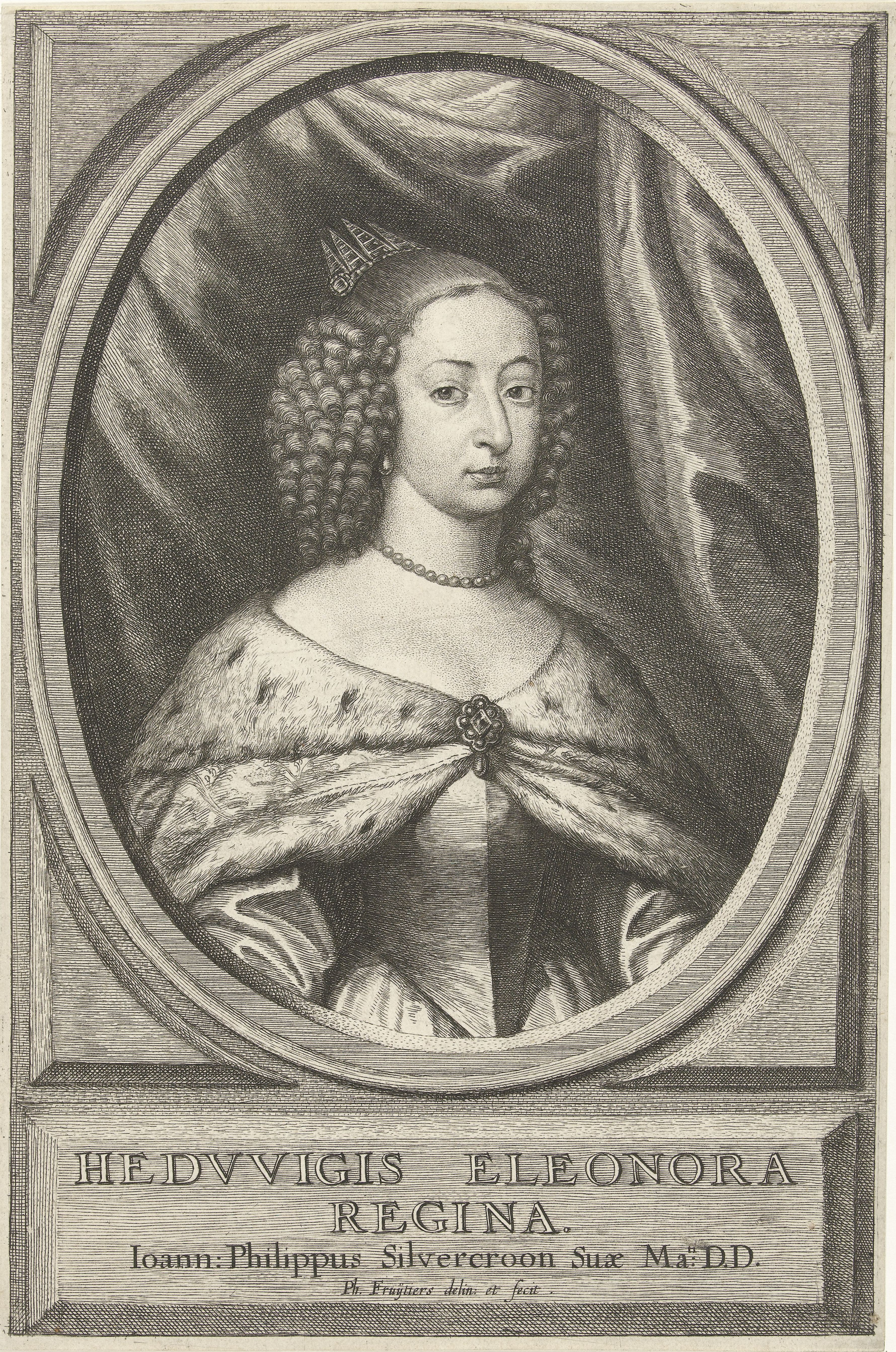
肖像版画、ヘートヴィヒ・エレオノーラ（スウェーデン王妃)

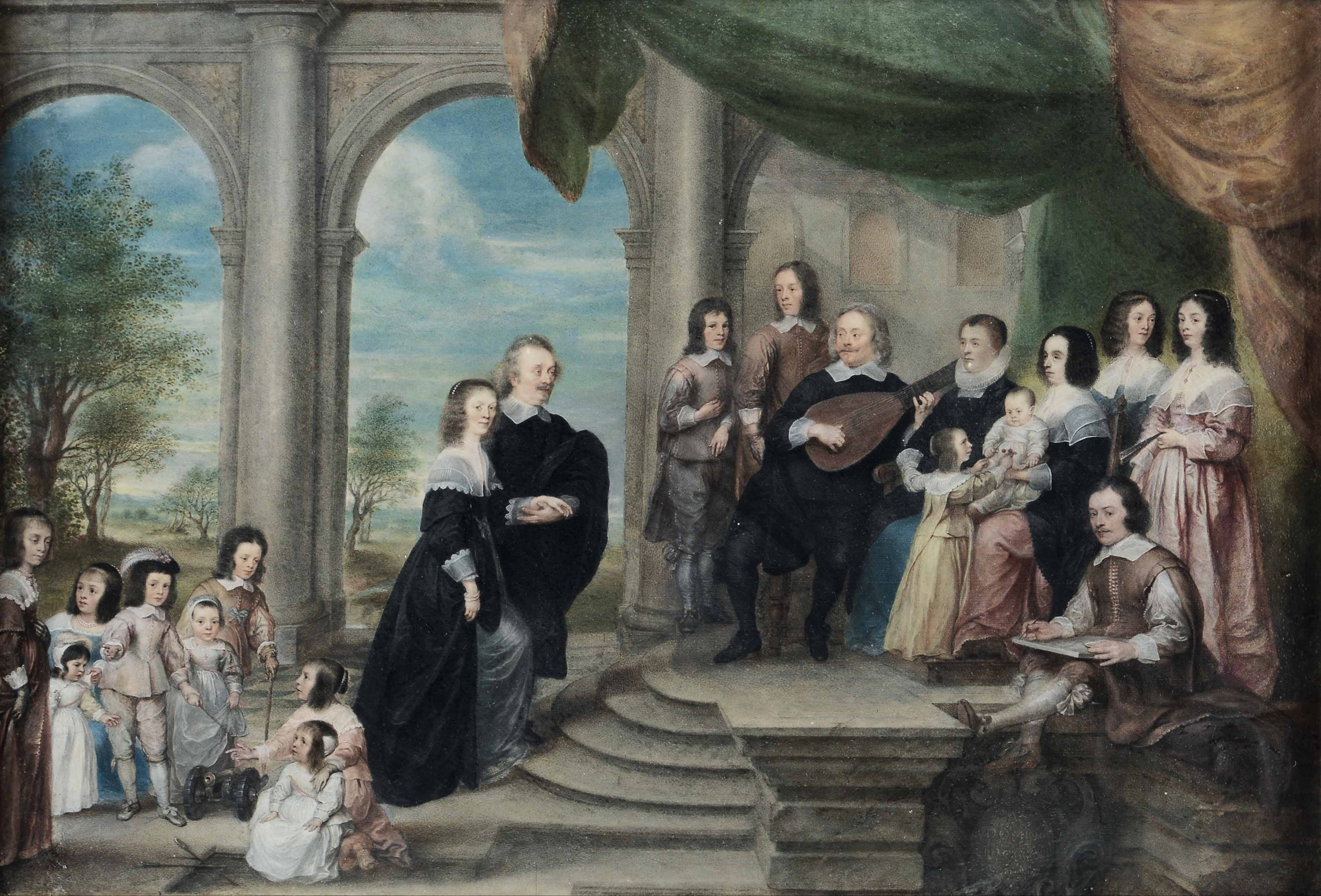
集団肖像画
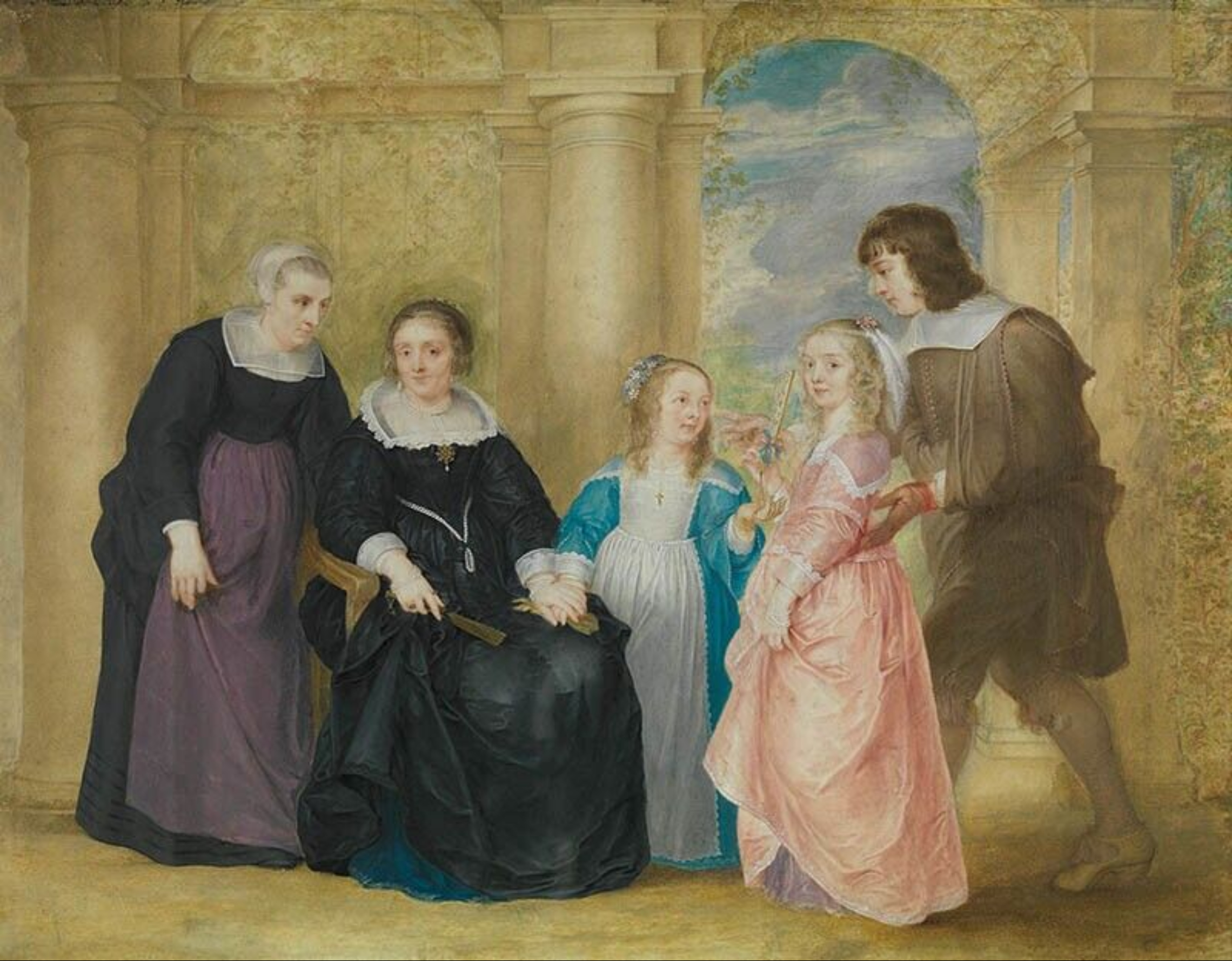
集団肖像画
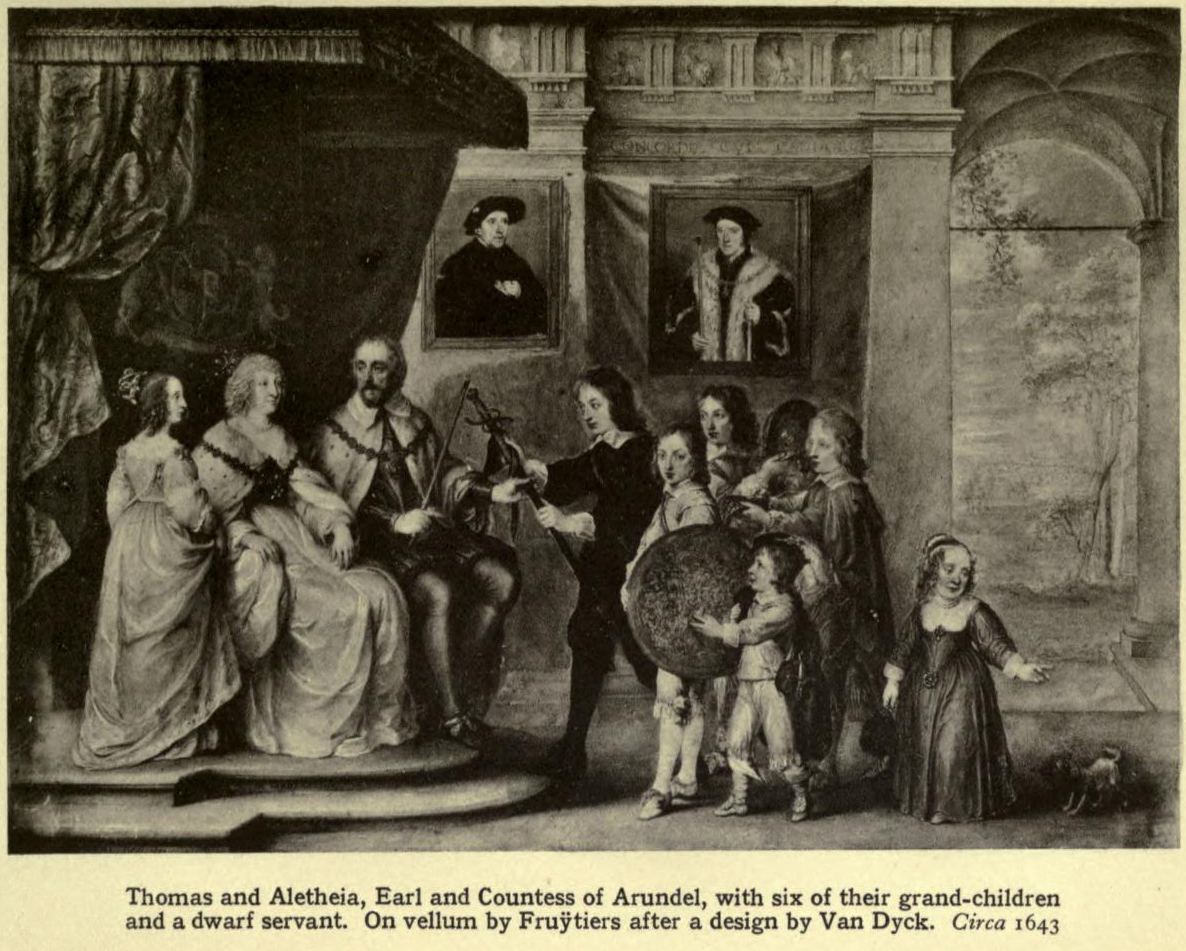
アンソニー・ヴァン・ダイクの原画による版画作品